# Lumbrineris crassicephala
Lumbrineris crassicephala är en ringmaskart som beskrevs av Hartman 1965. Lumbrineris crassicephala ingår i släktet Lumbrineris och familjen Lumbrineridae. Inga underarter finns listade i Catalogue of Life.